# Піщане Озеро
Піщане Озеро (рос. Песчаное Озеро) — село у Чановському районі Новосибірської області Російської Федерації.
Входить до складу муніципального утворення Матвєєвська сільрада. Населення становить 352 особи (2010).

## Історія
Згідно із законом від 2 червня 2004 року органом місцевого самоврядування є Матвєєвська сільрада.

## Населення
| 2002 | 2007 | 2010 |
| ---- | ---- | ---- |
| 419  | ↘394 | ↘352 |